# Who’s Your Daddy? (Lordi-dal)
A „Who’s Your Daddy?” magyarul „Ki az apukád?” a finn hard rock zenét játszó Lordi egyik legtöbbet elért dala. 2006-ban jelent meg a The Arockalypse című nagylemezen, valamint egy videón és egy kislemezen is megtalálható.

## Közreműködött
- Mr. Lordi: ének
- Amen: gitár
- Kita: dobok
- Awa: billentyű
- Ox: basszusgitár

## A kislemez tartalma

### Finn kiadás
1. Who’s Your daddy (Radio Edit)
2. Devil Is A Loser (Live Kauppatori)

### Német kiadás
1. Who’s Your daddy (Radio Edit)
2. Devil Is A Loser (Live Kauppatori)
3. Evilove
4. Theay Only Come Out At Night

## Külső hivatkozások
http://www.lordi.fi